# Someplace Else
Someplace Else – drugi album grupy ShamRain, wydany w kwietniu 2005 roku.

## Lista utworów
1. Into Nothingness – 03:15
2. Still Aeon – 03:19
3. To Leave – 04:29
4. Aura – 06:12
5. Slow Motions – 04:45
6. The Missing Pieces – 04:52
7. A Woeful Song – 03:09
8. Laren U Freht Ona – 06:29
9. The Empty Flow – 09:59